# Луї-Ніколя Флобер
Луї-Ніколя Флобер (1819—1894) першим винайшов унітарний набій кільцевого запалення в 1845 році. Набій став проривом в галузі вогнепальної зброї, оскільки до цього зброю заряджали спочатку зарядом пороху, а потім кулею. У набої кільцевого запалення було поєднано всі елементи в одному металевому (зазвичай латунному) набої разом: ударний капсуль, заряд пороху та куля. До цього, «набій» складався від мірки димного пороху та кулі, які знаходилися в тканинному мішечку (або у паперовому циліндрі), який також виконував роль пижа для заряда та кулі.

## 6 мм Флобер

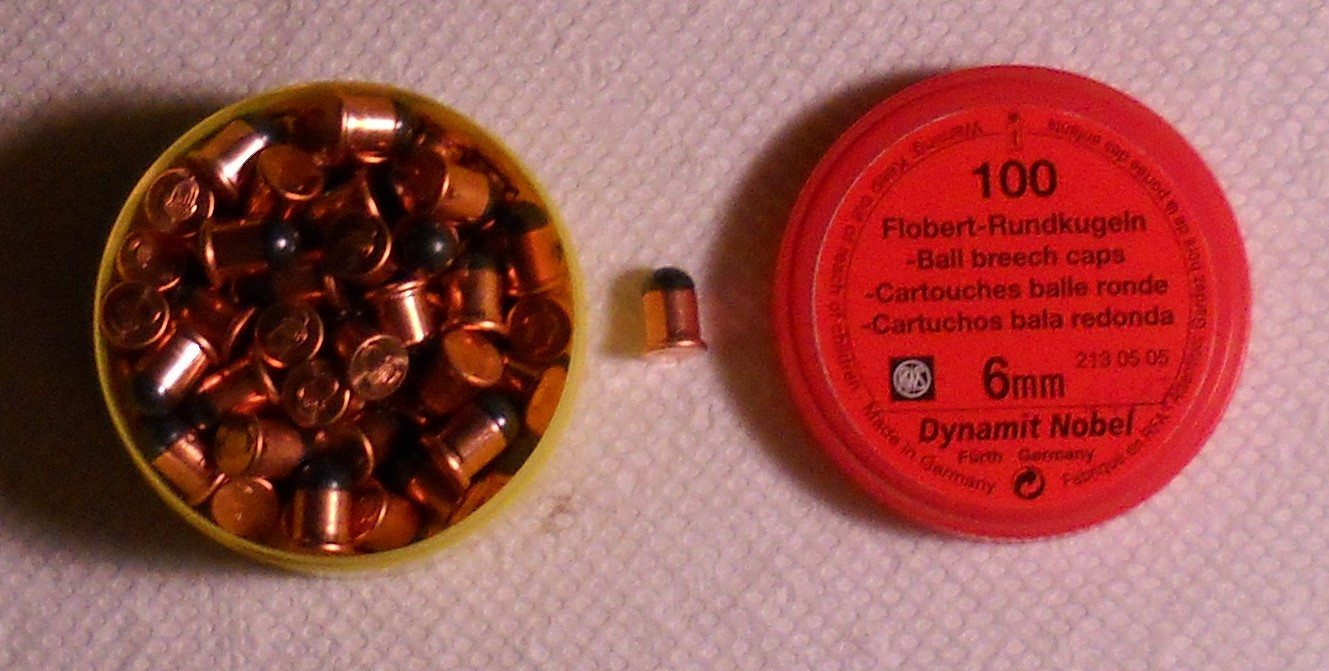
Набої 6 мм Флобер або .22 BB Cap

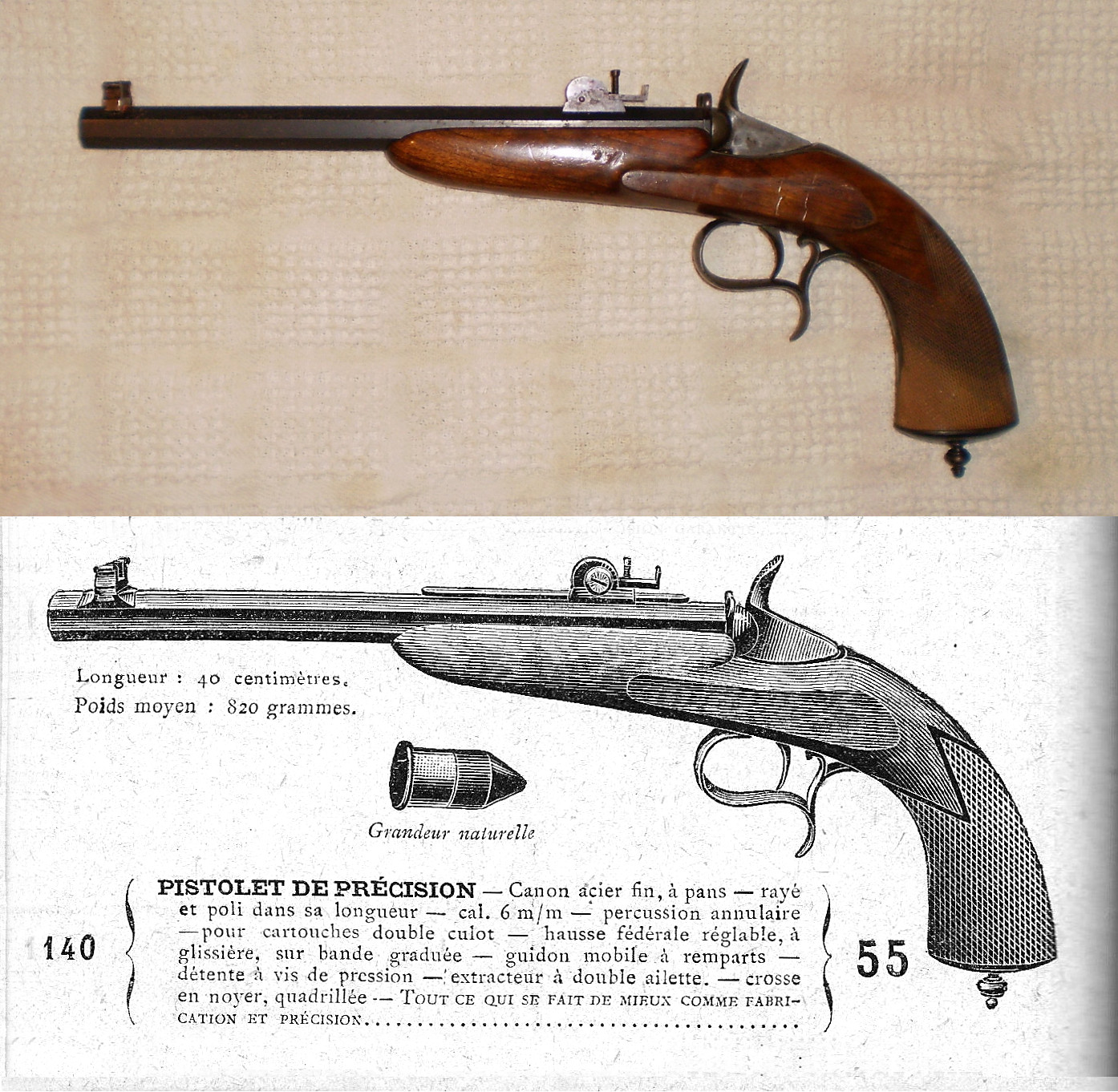
Пістолет під набій 6 мм Флобер, разом з описом в каталозі 1912 року виробника Française d'Armes et de Cycles de Saint Étienne

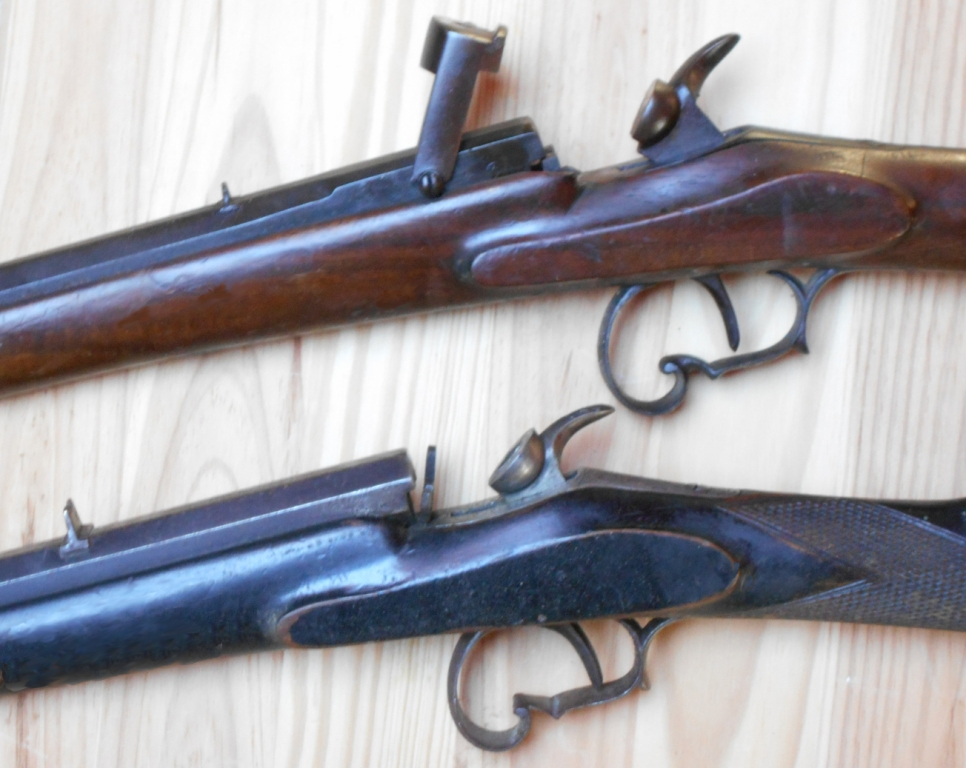
Дві гвинтівки під набій 6 мм Флобер

Набій 6 мм Флобер складався з ударного капсуля та кулі закріпленої у верхній частині. В набої немає пороху, єдиним метальним зарядом є ударний капсуль. В Європі набій .22 BB Cap було представлено в 1845 році, а дещо потужніший набій .22 CB Cap — в 1888 році, обидва набої називають 6 мм Флобер і вважають однаковими набоями. Набої мають відносно низьку дулову швидкість приблизно від 213 м/с до 244 м/с.
Флобер також розробив зброю під ці набої яку назвав «салонна зброя», оскільки ці гвинтівки та пістолети були для цільової стрільби в будівлях які мали салони для стрільби або тирі. Пістолети 6 мм Флобер Parlor стали популярними в середині 19-го століття; це зазвичай були однозарядні пістолети з довгим, важким стволом.
Попередні набої треба було утрамбовували в дуло або ствол зброї, також потрібно було насипати пороху на полку або вставити ударний капсуль для запалення порохового заряду. Латунний набій відкрив шлях для сучасної магазинної зброї, об'єднавши кулю, порох та капсуль в єдиний вузол, що дозволило подавати набій механічним рухом затвора в камору. По бойку наносився удар курком, при цьому бойок бив по капсулю набою, що призводило до запалення заряду пороху.
Головною перевагою латунного набою стало те, що гільза була здатна витримати високий тиск газів і не розширитися в сторони, оскільки таке розширення призвело б до заклинювання гільзи в патроннику. До того ж така дія не давала змоги прорватися гарячим газам які могли зашкодити стрільцю. Крім того значно спростився процес перезарядки, що дозволило десятикратно збільшити швидкострільність у порівнянні з дульнозарядною зброєю.
Металеві унітарні набої з вмонтованим капсулем зараз є стандартними для вогнепальної зброї. Капсуль розташовують в донці гільзи, у фланці або в центрі донця — «набій центрального запалення». Як правило, набої центрального запалення є більш потужними за набої кільцевого запалення оскільки можуть витримувати високий тиск. До того ж набої центрального запалення є більш безпечними, оскільки якщо впустити набій кільцевого запалення він може вистрілити тому що для спрацювання капсулю в фланці потрібен не сильний удар. Таке практично не можливо при використанні більшості набоїв центрального запалення.

## 9 мм Флобер

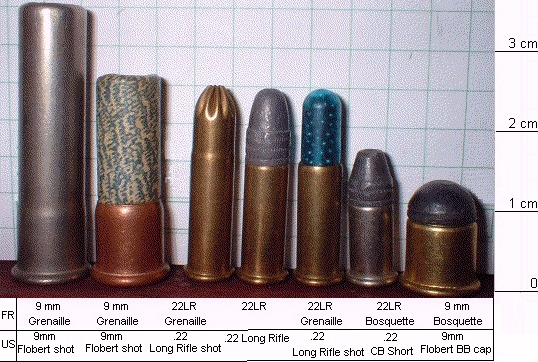
Дробовий 9 мм Флобер, дробовий 9 мм Флобер, дробовий .22 Long Rifle, кульовий .22 Long Rifle, дробовий .22 Long Rifle, кульовий .22 CB Short та кульовий 9 мм Флобер BB cap

В Європі гладкоствольні гвинтівки під набій 9 мм Флобер зазвичай використовують садівники та фермери для боротьби зі шкідниками, така зброя майже не має обмежень, навіть, в країнах із суворим законодавством відносно використання вогнепальної зброї. Садова зброя це зброя здатна стріляти на невеликі відстані і наносити невелику шкоду на відстанях понад 14-18 метрів, до того ж вона відносно тиха при стрільбі дробовими набоями у порівнянні зі стандартними боєприпасами. Зброя особливо ефективна в коморах і сараях, оскільки щурячі набої не поранить худобу через рикошет або зробить дірки в стінах чи даху. До того ж таку зброю використовують для боротьби зі шкідниками в аеропортах, складах та скотарнях.
Набій 9 мм Флобер може стріляти невеликою кулькою, але зазвичай його заряджають невеликою кількістю дробу. Його потужність та відстань дуже обмежені, що робить його незамінним для боротьби зі шкідниками. Набої 9 мм Флобер виробництва компанії Fiocchi мають латунну гільзу довжиною 44 мм, яка заряджена 7 грамами дробу № 8, при цьому швидкість польоту дробу становить 180 м/с.

## Переробка вогнепальної зброї Флобера
Зброю яка розроблена під набої Флобера інколи переробляють для стрільби більш потужними набоями. В деяких випадках зброю спочатку переробили з повноцінного калібру на набій Флобера, а потім 'салонну зброю' переробляли назад на великокаліберну зброю. Такі переробки є незаконними в багатьох країнах, а тому така практика викликає занепокоєння у деяких європейських правоохоронних органів. Тим не менш такі переробки є нечастими.